# Suore di San Casimiro
Le Suore di San Casimiro (in inglese Sisters of Saint Casimir) sono un istituto religioso femminile di diritto pontificio: le suore di questa congregazione pospongono al loro nome la sigla S.S.C.

## Storia

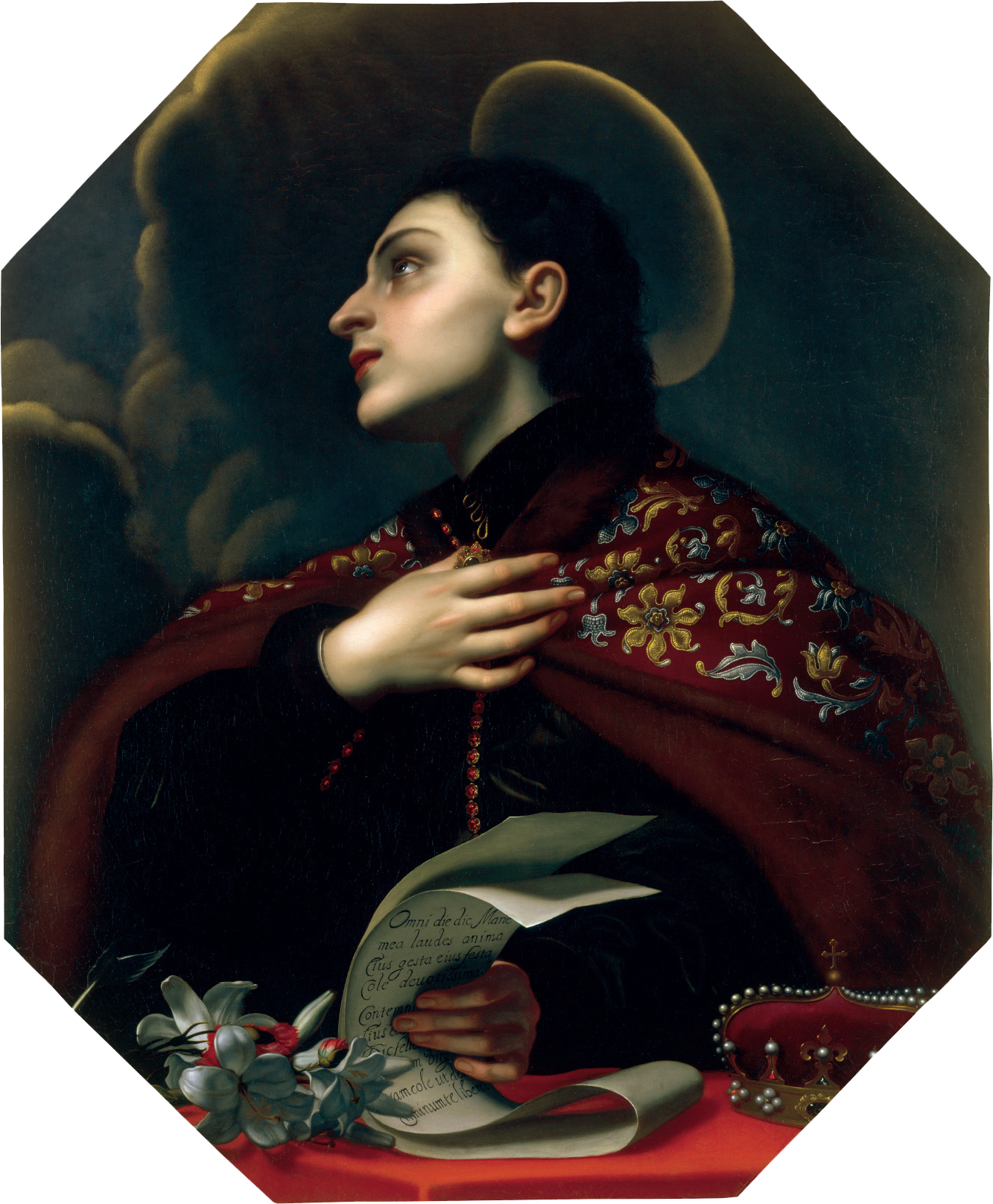
San Casimiro in un dipinto di Carlo Dolci

Il primo a pensare di istituire una congregazione di suore per l'assistenza agli immigrati lituani negli Stati Uniti d'America fu il sacerdote Antanas Kaupas ma il progetto venne ripreso e sviluppato da Antanas Staniukynas: ottenuto il sostegno di Jeremiah Francis Shanahan, vescovo di Harrisburg, Staniukynas fece giungere dall'Europa Kasimira Kaupas (1880-1940), sorella di Antanas Kaupas, che si stava preparando ad abbracciare la vita religiosa tra le Suore di Carità della Santa Croce di Ingenbohl.
Il vescovo Shanahan inviò la Kaupas a completare la sua formazione presso le Suore Ancelle del Cuore Immacolato di Maria di Scranton. Il 29 agosto 1907 la Kaupas e le sue prime compagne diedero inizio alla nuova congregazione. La sede dell'istituto nel 1909 venne stabilita a Chicago e il 25 ottobre 1913 l'arcivescovo James Edward Quigley ne approvò le costituzioni, elaborate da Jurgis Matulaitis-Matulevičius, superiore generale dei chierici Mariani.
La congregazione ottenne il pontificio decreto di lode il 5 agosto 1965.

## Attività e diffusione
Le suore di san Casimiro si dedicano a varie forme di apostolato, specialmente tra le comunità lituane all'estero.
Le suore sono presenti negli Stati Uniti d'America e in Argentina; la sede generalizia è a Chicago.
Alla fine del 2008 la congregazione contava 96 religiose in 10 case.